# Prosoeca atra
Prosoeca atra är en tvåvingeart som först beskrevs av Macquart 1846.  Prosoeca atra ingår i släktet Prosoeca och familjen Nemestrinidae. Inga underarter finns listade i Catalogue of Life.